# 무한소

무한소 기호

수학에서 무한소(無限小, infinitesimal)란 일반적으로 모든 양수보다 작지만 0보다는 큰 상태를 가리킨다. 따라서, 이 수는 엄밀히 따지면 존재하지 않는다고 할 수 있고, 분수로 나타내면 1/무한대로 표현 가능하다.
{\displaystyle \lim _{\Delta t\to \infty }{\frac {1}{t}}}

## 역사
수학에서 무한소 개념을 최초로 사용한 사람은 아르키메데스이며, 아이작 뉴턴과 고트프리트 라이프니츠는 무한소 개념을 이용하여 미적분학을 만들고 발전시켰다. 그러나 이들의 무한소 개념은 수학적으로 엄밀하지 못한 것으로, 미적분학은 19세기 후반에 와서야 카를 바이어슈트라스 등에 의한 극한 개념을 통해 형식적 토대를 갖추게 되었다. 한편 무한소 개념의 수학적 정의는 20세기 후반에 에이브러햄 로빈슨과 에드워드 넬슨(Edward Nelson) 등에 의해 이루어졌으며, 비표준해석학의 이론적인 바탕이 되었다.

## 기호
미적분학에서는 보통 변수 x의 무한소는 dx, 변수 y의 무한소는 dy로 나타낸다. 그러나 Infinitesimal Calculus에서는 무한소를 ◎로 나타내는 경우가 많다. (James M Henle, Eugene M Kleinberg저 Infinitesimal Calculus 참조)

## 같이 보기
- 모형 이론